# CDU/CSU-Fraktion im Deutschen Bundestag

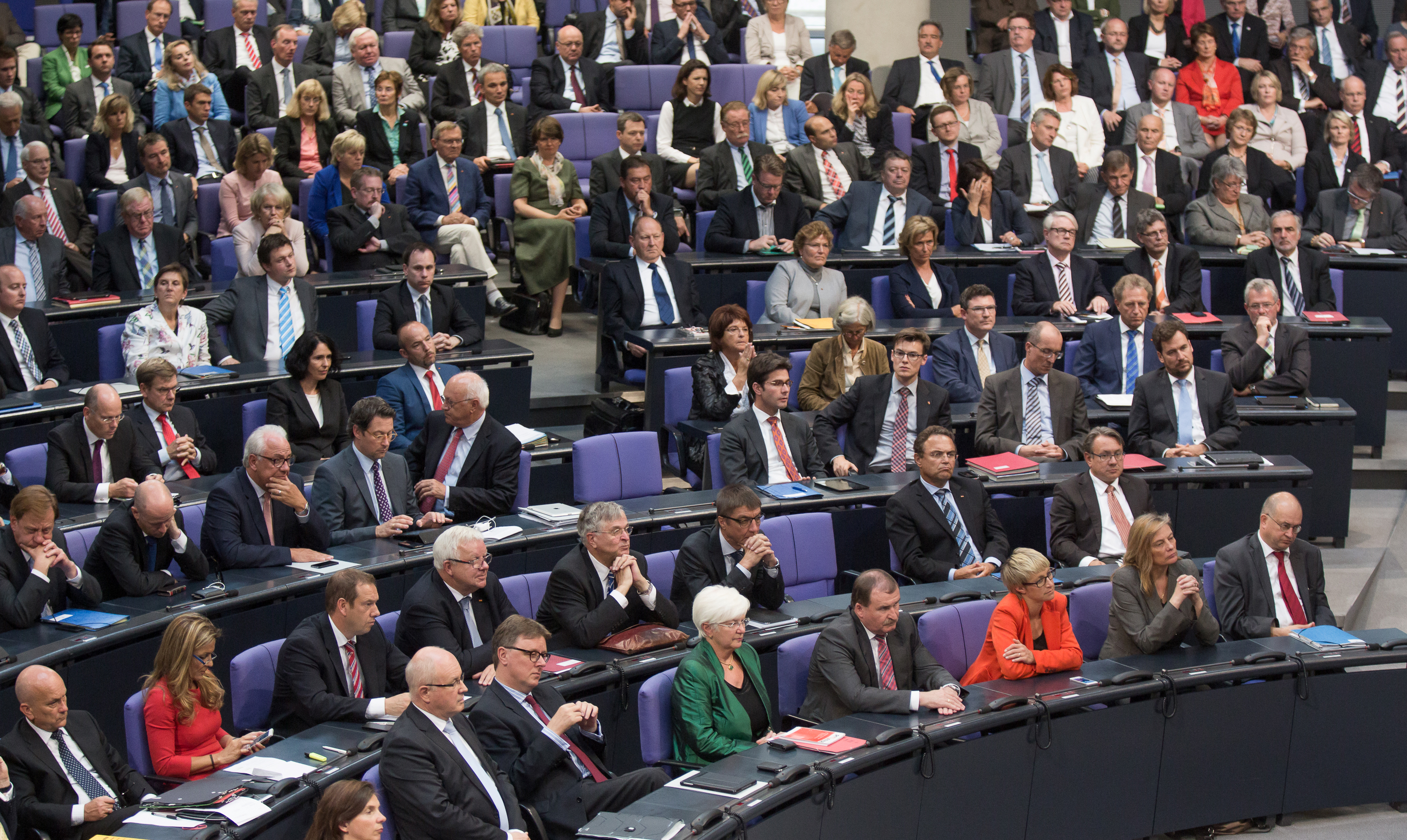
CDU/CSU-Bundestagsfraktion im Deutschen Bundestag, 2014

Die CDU/CSU-Fraktion im Deutschen Bundestag (stilisiert CDU•CSU Fraktion, kurz CDU/CSU-Bundestagsfraktion oder Unionsfraktion) ist die gemeinsame Fraktion der oft als Unionsparteien bezeichneten Schwesterparteien CDU und CSU im Deutschen Bundestag. Vorsitzender der Fraktion ist Jens Spahn. Erster Stellvertretender Vorsitzender ist Alexander Hoffmann, der zugleich Vorsitzender der CSU-Landesgruppe ist. Elf weitere stellvertretende Vorsitzende sind für spezielle Arbeitsbereiche zuständig. Die Funktion des Ersten Parlamentarischen Geschäftsführers der Fraktion hat Steffen Bilger inne.
In der aktuellen 21. Wahlperiode ist die CDU/CSU-Fraktion mit 208 Abgeordneten die größte Fraktion im Deutschen Bundestag. 164 Abgeordnete gehören der CDU an und 44 der bayerischen CSU.
Die Fraktionsgemeinschaft aus CDU und CSU ist eine Besonderheit im parlamentarischen System der Bundesrepublik Deutschland. In ihr schließen sich die Abgeordneten zweier unabhängiger Parteien zu einer gemeinsamen Fraktion zusammen. Der Zusammenschluss ist vor allem deshalb möglich, weil beide Parteien in keinem Bundesland gegeneinander antreten. Seit 1949 steht die CSU nur in Bayern zur Wahl und die CDU in allen anderen Bundesländern. Nach 17 von insgesamt 21 Bundestagswahlen seit 1949 stellten CDU und CSU die stärkste Fraktion im Deutschen Bundestag.

## Organisation

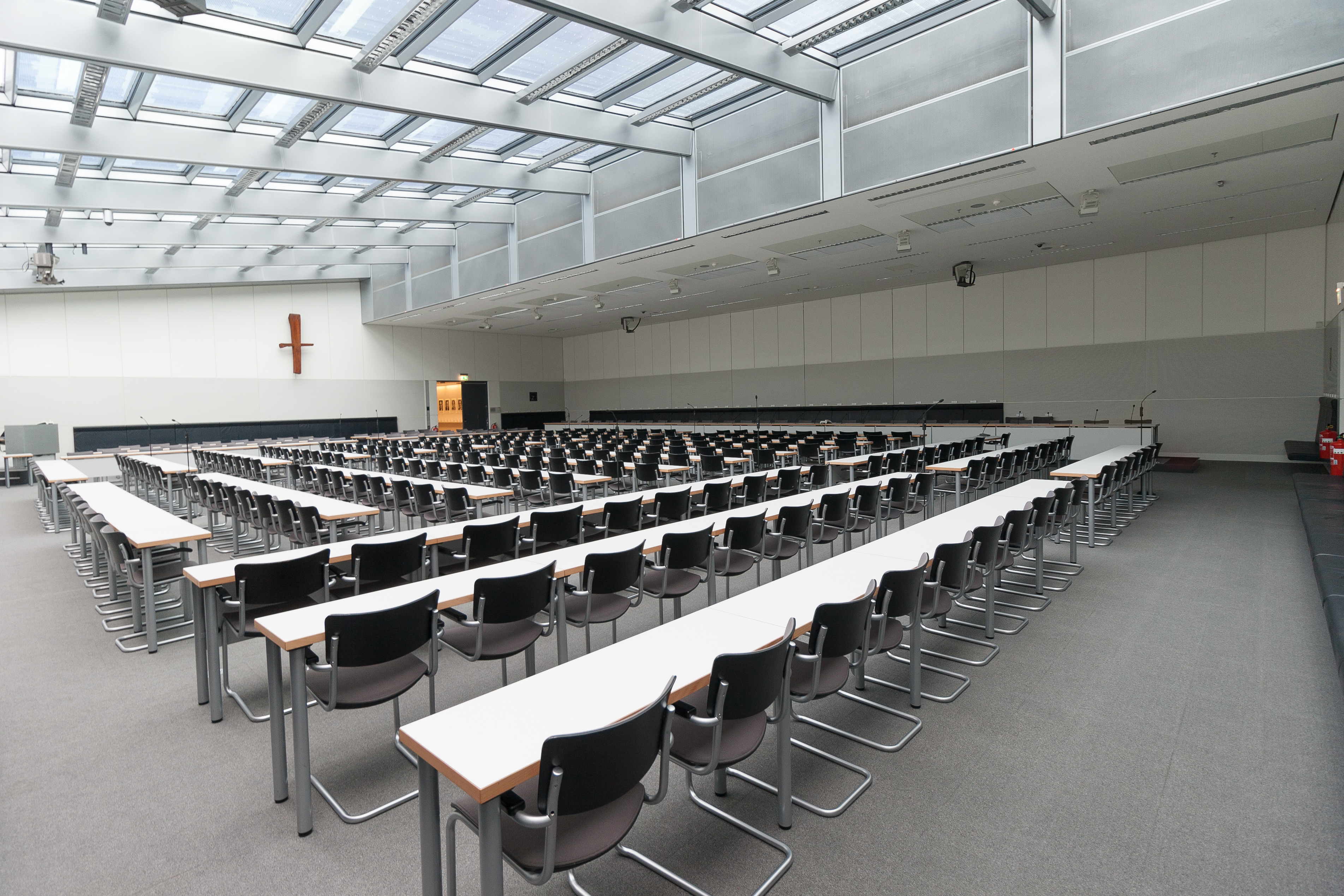
Sitzungssaal der CDU/CSU-Fraktion im Reichstagsgebäude

Der Fraktionsvorsitzende führt die Fraktion und vertritt sie nach innen und außen. Er beruft Fraktions- und Vorstandssitzungen ein, schlägt Tagesordnungen vor und leitet die Fraktion im Plenum des Deutschen Bundestages.
Der geschäftsführende Fraktionsvorstand setzt sich zusammen aus dem Fraktionsvorsitzenden, seinen Stellvertretern, den Parlamentarischen Geschäftsführern, den Justiziaren und dem Sprecher der CDU-Landesgruppen. Zum Fraktionsvorstand gehören darüber hinaus die Vorsitzenden der 24 Arbeitsgruppen, der sechs soziologischen Gruppen (Gruppe der Frauen, Arbeitsgemeinschaft Kommunalpolitik, Arbeitnehmergruppe, Parlamentskreis Mittelstand, Gruppe der Vertriebenen, Aussiedler und deutschen Minderheiten, Junge Gruppe) sowie 15 Beisitzer. Beide Gremien tagen in der Regel montags.
Die Abgeordneten der CSU sind in einer eigenen Landesgruppe zusammengeschlossen, die als selbstständige Organisationseinheit in die Gesamtfraktion integriert ist. Fraktionsmitglieder aus den 15 anderen Bundesländern sind ebenfalls jeweils als Landesgruppe organisiert. Zudem kann der Fraktionsvorsitzende Beauftragte für einzelne Themenfelder ernennen. Derzeit gibt es fünf Beauftragte: für Klimaschutz, für die maritime Wirtschaft, für Kirchen und Religionsgemeinschaften, für Menschen mit Behinderungen sowie für Integration.
Die Fraktionsgemeinschaft von CDU und CSU muss zu Beginn einer jeden Legislaturperiode erneuert werden. Hierzu wird jeweils in der ersten Sitzung der Fraktion nach einer Bundestagswahl eine „Vereinbarung über die Fortführung der Fraktionsgemeinschaft von CDU und CSU“ geschlossen und von den Parteivorsitzenden unterschrieben. In dem Dokument wird festgehalten, dass es sich bei „jeder Gruppe um die Abgeordneten einer jeweils selbstständigen Partei handelt“. Sowohl im Fraktionsvorstand als auch in den Arbeitsgruppen und den von der Fraktion zu besetzenden Gremien und Delegationen sind CDU und CSU „entsprechend ihrem Stärkeverhältnis“ vertreten.
Als Fraktionsversammlung wird die Versammlung aller Mitglieder der CDU/CSU-Fraktion bezeichnet. Sie tritt in jeder Sitzungswoche mindestens einmal – in der Regel am Dienstag – zusammen und beschließt über die Politik der Fraktion im Deutschen Bundestag.
Die 24 Arbeitsgruppen der Fraktion spiegeln die vom Deutschen Bundestag eingesetzten Ausschüsse und damit im Wesentlichen die Ressortgliederung der Bundesregierung wider. Mitglieder der Arbeitsgruppen sind daher alle Abgeordneten, welche auch ordentliche Mitglieder oder stellvertretende Mitglieder der entsprechenden Ausschüsse sind. Die Vorsitzenden der Arbeitsgruppen werden von der Fraktion gewählt, wobei der CDU-Teil der Fraktion und die CSU-Landesgruppe für die von ihnen jeweils zu besetzenden Positionen ein eigenes Benennungsrecht haben. Die Runde, die über die Besetzung der Ausschüsse berät, wird informell als „Ausschuss-Ausschuss“ oder „Teppichhändler-Runde“ bezeichnet.

## Geschichte
Bereits im August 1946 gründeten CDU und CSU eine gemeinsame Arbeitsgemeinschaft, die aus einem neunköpfigen Vorstand und einem Plenum mit 21 Delegierten bestand. Sowohl im 1947 gebildeten Wirtschaftsrat als auch im Parlamentarischen Rat 1948/49 gab es gemeinsame Fraktionen von CDU und CSU.
Nach der ersten Bundestagswahl im August 1949 konstituierte sich am 1. September 1949 im Haus des Bonner Bürgervereins die CDU/CSU-Bundestagsfraktion. Zum Fraktionsvorsitzenden wurde der Vorsitzende der CDU in der britischen Zone, Konrad Adenauer, gewählt. Nach dessen Wahl zum Bundeskanzler am 15. September 1949 übernahm Heinrich von Brentano das Amt des Fraktionsvorsitzenden.
Als von Brentano 1955 Außenminister wurde, folgte ihm Heinrich Krone als Fraktionschef nach. Krone galt als einer der engsten politischen Vertrauten Adenauers. In seine Amtszeit fiel auch die Bundestagswahl 1957, bei der CDU und CSU zum ersten und bisher einzigen Mal mit 50,2 Prozent der Stimmen die absolute Mehrheit errangen und 277 von 519 Bundestagsabgeordneten stellten. Nach der Bundestagswahl 1961, bei der die Union die absolute Mehrheit wieder verlor, aber erneut mit Abstand stärkste Fraktion geworden war, wechselte Krone in das Amt des Bundesministers für besondere Aufgaben. Vorsitzender der CDU/CSU-Fraktion wurde erneut von Brentano. Nachdem von Brentano im Herbst 1963 schwer erkrankt war, übernahm der frühere Bundesminister für gesamtdeutsche Fragen Rainer Barzel die Aufgaben des Fraktionsvorsitzenden und wurde nach von Brentanos Tod im Dezember 1964 selbst in dieses Amt gewählt.
Obwohl die Unionsparteien bei der Bundestagswahl 1969 mit 46,1 Prozent der Stimmen erneut zur stärksten Fraktion im Bundestag geworden waren, stellten sie wegen Bildung einer Koalition aus SPD und FDP zum ersten Mal in der Geschichte der Bundesrepublik nicht den Bundeskanzler. Wegen der Auseinandersetzungen um die Ostpolitik wuchs die CDU/CSU-Fraktion im Laufe der Legislaturperiode durch Übertritte aus den Koalitionsparteien von zunächst 250 auf 258 Abgeordnete an. Im April 1972 scheiterte ein konstruktives Misstrauensvotum von Rainer Barzel gegen Bundeskanzler Willy Brandt knapp, wobei, wie sich später herausstellte, Bestechungsgelder des Ministeriums für Staatssicherheit der DDR eine wichtige Rolle spielten. Bei der vorgezogenen Bundestagswahl 1972 schnitten CDU und CSU mit 44,9 Prozent erstmals schwächer ab als die SPD mit 45,8 Prozent. Im Mai 1973 trat Barzel vom Amt des Fraktionsvorsitzenden zurück. Für die Nachfolge traten drei Kandidaten an, wobei sich am 17. Mai 1973 Karl Carstens mit 131 Stimmen klar gegen den späteren Bundespräsidenten Richard von Weizsäcker (58 Stimmen) und den früheren Außenminister Gerhard Schröder (26 Stimmen) durchsetzte.
Nach der Bundestagswahl 1976, bei der CDU und CSU trotz eines Stimmenanteils von 48,6 Prozent keinen Regierungswechsel erreichen konnten, wurde Carstens zum Präsidenten des Deutschen Bundestages gewählt. Den Fraktionsvorsitz übernahm der vorherige Kanzlerkandidat und rheinland-pfälzische Ministerpräsident Helmut Kohl. Am 19. November 1976 beschloss die CSU-Landesgruppe bei einer Tagung in Wildbad Kreuth die Auflösung der Fraktionsgemeinschaft mit der CDU. Der Beschluss wurde wenige Wochen später wieder zurückgenommen.
Kohl behielt das Amt des Fraktionsvorsitzenden auch, nachdem CDU und CSU die Bundestagswahl 1980 mit dem Kanzlerkandidaten Franz Josef Strauß verloren hatten. Nachdem Kohl im Oktober 1982 von der neuen Koalition aus CDU/CSU und FDP zum Bundeskanzler gewählt worden war, übernahm der langjährige Vorsitzende der hessischen CDU, Alfred Dregger, den Fraktionsvorsitz. Bei der vorgezogenen Bundestagswahl am 6. März 1983 verpassten CDU/CSU mit 48,8 Prozent der Stimmen nur knapp die absolute Mehrheit der Mandate und stellten 255 von 520 Abgeordneten des Bundestags.
Nach der Wiedervereinigung am 3. Oktober 1990 gab es bis zur Konstituierung des am 2. Dezember 1990 neu gewählten Bundestags eine CDU/CSU/DSU-Fraktion, der acht Abgeordnete der DSU angehörten. Im November 1991 wurde der bisherige Bundesinnenminister Wolfgang Schäuble als Nachfolger Dreggers zum neuen Vorsitzenden der CDU/CSU-Fraktion gewählt. Schäuble behielt dieses Amt auch, nachdem CDU und CSU die Bundestagswahl 1998 klar verloren hatten und zum zweiten Mal seit 1969 in die Opposition wechseln mussten. Im Zuge der Parteispendenaffäre trat er im Februar 2000 von seinen Ämtern als Fraktions- und Parteivorsitzender zurück. Zu seinem Nachfolger als Fraktionsvorsitzender wurde sein vorheriger Stellvertreter Friedrich Merz gewählt. Nach der Bundestagswahl 2002, in der CDU/CSU knapp der SPD unterlagen, übernahm die Parteivorsitzende der CDU, Angela Merkel, dieses Amt.
Als Merkel im November 2005 zur ersten Bundeskanzlerin in der Geschichte der Bundesrepublik Deutschland gewählt wurde, wechselte ihr enger Vertrauter, der vorherige CDU-Generalsekretär Volker Kauder, in das Amt des Fraktionsvorsitzenden. Mit zwölf Jahren und zehn Monaten hatte Kauder den Fraktionsvorsitz länger inne als jeder seiner Vorgänger. In seine Amtszeit fiel der Sieg bei der Bundestagswahl am 22. September 2013, als CDU/CSU mit 41,5 Prozent der Stimmen und 311 Abgeordneten erneut nur knapp die absolute Mehrheit der Mandate im Bundestag verpassten. Bei der Bundestagswahl 2017 errang die Union 246 Mandate und wurde erneut die stärkste Fraktion. Allerdings wurde das Ergebnis von 32,9 Prozent der Stimmen weithin als enttäuschend empfunden.

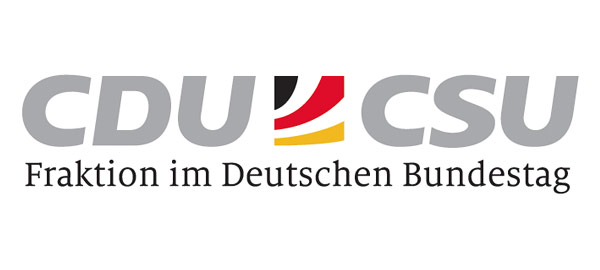
Logo der CDU/CSU-Fraktion von 2012 bis 2024

Wenige Wochen vor der regulären Wahl des Fraktionsvorsitzenden ein Jahr nach der Bundestagswahl erklärte der stellvertretende Vorsitzende Ralph Brinkhaus überraschend seine Kandidatur. Bei der Wahl am 25. September 2018 setzte sich Brinkhaus mit 125 zu 112 Stimmen (52,7 zu 47,3 Prozent) gegen Kauder durch und führte darauf die CDU/CSU-Bundestagsfraktion.
Im März 2021 erklärten Georg Nüßlein (CSU) und Nikolas Löbel (CDU) im Zuge einer Korruptionsaffäre über die Beschaffung von Masken sowie Mark Hauptmann wegen des Verdachts der Vorteilsnahme ihren Fraktionsaustritt.
Am 15. Februar 2022 wurde Friedrich Merz, der dieses Amt bereits von 2000 bis 2002 innehatte, mit 162 von 186 Stimmen zum Fraktionsvorsitzenden gewählt.
Am 5. Mai 2025, im Vorfeld der Wahl von Friedrich Merz zum Bundeskanzler, wurde Jens Spahn zum Fraktionsvorsitzenden gewählt. Steffen Bilger übernahm das Amt des Ersten Parlamentarischen Geschäftsführers.

## Landesgruppen
| Landesgruppe           | Vorsitzender       | Mitglieder 2025 |
| ---------------------- | ------------------ | --------------- |
| Baden-Württemberg      | Andreas Jung       | 29              |
| Bayern                 | Alexander Hoffmann | 44              |
| Berlin                 | Jan-Marco Luczak   | 5               |
| Brandenburg            | Sebastian Steineke | 4               |
| Bremen                 | Thomas Röwekamp    | 1               |
| Hamburg                | Christoph Ploß     | 3               |
| Hessen                 | Michael Brand      | 15              |
| Mecklenburg-Vorpommern | Philipp Amthor     | 3               |
| Niedersachsen          | Mathias Middelberg | 21              |
| Nordrhein-Westfalen    | Günter Krings      | 47              |
| Rheinland-Pfalz        | Johannes Steiniger | 11              |
| Saarland               | Roland Theis       | 2               |
| Sachsen                | Carsten Körber     | 7               |
| Sachsen-Anhalt         | Sepp Müller        | 4               |
| Schleswig-Holstein     | Mark Helfrich      | 8               |
| Thüringen              | Christian Hirte    | 4               |

## Fraktionsvorstand

### Vorstand
| Name                      | Position | Aufgabenfeld | Partei |
| ------------------------- | --- | --- | ------ |
| Jens Spahn                | Vorsitzender | — | CDU    |
| Alexander Hoffmann        | Erster Stellvertretender Vorsitzender, Vorsitzender der CSU-Landesgruppe                                             | — | CSU    |
| Carsten Linnemann         | Stellvertretender Vorsitzender                                                                                       | Arbeit und Soziales, Arbeitnehmer, Sport und Ehrenamt | CDU    |
| Stephan Stracke           | Stellvertretender Vorsitzender                                                                                       | Verkehr, Wohnen, Stadtentwicklung, Bauwesen | CSU    |
| Anja Weisgerber           | Stellvertretende Vorsitzende                                                                                         | Bildung, Familie, Senioren, Frauen und Jugend, Kultur und Medien | CSU    |
| Günter Krings             | Stellvertretender Vorsitzender                                                                                       | Recht und Verbraucherschutz, Innen, Vertriebene, Aussiedler und deutsche Minderheiten, Petitionen | CDU    |
| Patricia Lips             | Stellvertretende Vorsitzende                                                                                         | Europapolitik, Europa-Koordination, Parlamentarische Zusammenarbeit in Europa, Verbindungsbüro Brüssel, EVP-Fraktion,                                                                                         | CDU    |
| Norbert Röttgen           | Stellvertretender Vorsitzender                                                                                       | Auswärtiges, Verteidigung, Interparlamentarische Konferenz für die Gemeinsame Außen- und Sicherheitspolitik (GASP) und die Gemeinsame Sicherheits- und Verteidigungspolitik (GSVP), Europarat, Menschenrechte | CDU    |
| Mathias Middelberg        | Stellvertretender Vorsitzender                                                                                       | Haushalt, Finanzen, Kommunalpolitik | CDU    |
| Sepp Müller               | Stellvertretender Vorsitzender                                                                                       | Wirtschaft und Energie, Mittelstand, Tourismus, Neue Länder | CDU    |
| Ronja Kemmer              | Stellvertretende Vorsitzende                                                                                         | Technologie und Raumfahrt, Digitales und Staatsmodernisierung | CDU    |
| Andreas Jung              | Stellvertretender Vorsitzender                                                                                       | Umwelt, Klimaschutz, Naturschutz und nukleare Sicherheit, Wirtschaftliche Zusammenarbeit und Entwicklung, Nachhaltigkeit                                                                                      | CDU    |
| Albert Stegemann          | Stellvertretender Vorsitzender                                                                                       | Ernährung, Landwirtschaft und Heimat, Gesundheit | CDU    |
| Steffen Bilger            | Erster Parlamentarischer Geschäftsführer                                                                             | — | CDU    |
| Reinhard Brandl           | Stellvertreter des Ersten Parlamentarischen Geschäftsführers, Parlamentarischer Geschäftsführer der CSU-Landesgruppe | — | CSU    |
| Hendrik Hoppenstedt       | Parlamentarischer Geschäftsführer                                                                                    | — | CDU    |
| Catarina dos Santos-Wintz | Parlamentarische Geschäftsführerin                                                                                   | — | CDU    |
| Felix Schreiner           | Parlamentarischer Geschäftsführer                                                                                    | — | CDU    |
| Ansgar Heveling           | Justiziar | — | CDU    |
| Thomas Silberhorn         | Justiziar | — | CSU    |

### Vorsitzende der Arbeitsgruppen
| Name               | Bereich                                               |
| ------------------ | ----------------------------------------------------- |
| Tilman Kuban       | Angelegenheiten der Europäischen Union                |
| Marc Biadacz       | Arbeit und Soziales                                   |
| Jürgen Hardt       | Auswärtiges                                           |
| Anne König         | Bildung, Familie, Senioren, Frauen und Jugend         |
| Ralph Brinkhaus    | Digitales und Staatsmodernisierung                    |
| Johannes Steiniger | Ernährung, Landwirtschaft und Heimat                  |
| Fritz Güntzler     | Finanzen                                              |
| Florian Müller     | Forschung, Technologie und Raumfahrt                  |
| Simone Borchardt   | Gesundheit                                            |
| Christian Haase    | Haushalt                                              |
| Alexander Throm    | Innen                                                 |
| Ottilie Klein      | Kultur und Medien                                     |
| Norbert Altenkamp  | Menschenrechte und humanitäre Hilfe                   |
| Andreas Mattfeldt  | Petitionen                                            |
| Susanne Hierl      | Recht und Verbraucherschutz                           |
| Stephan Mayer      | Sport und Ehrenamt                                    |
| Michael Kießling   | Tourismus                                             |
| Mark Helfrich      | Umwelt, Klimaschutz, Naturschutz, nukleare Sicherheit |
| Björn Simon        | Verkehr                                               |
| Thomas Erndl       | Verteidigung                                          |
| Andres Lenz        | Wirtschaft und Energie                                |
| Nicolas Zippelius  | Wirtschaftliche Zusammenarbeit und Entwicklung        |
| Jan-Marco Luczak   | Wohnen, Stadtentwicklung, Bauwesen und Kommunen       |

### Vorsitzende der soziologischen Gruppen
| Name                           | Gruppe                                                         | Wahl               |
| ------------------------------ | -------------------------------------------------------------- | ------------------ |
| Pascal Reddig                  | Junge Gruppe                                                   | März 2025          |
| Christoph de Vries             | Gruppe der Vertriebenen, Aussiedler und deutschen Minderheiten | 25. Oktober 2021   |
| Klaus Mack                     | Arbeitsgemeinschaft Kommunalpolitik                            | 24. März 2025      |
| Mechthild Heil                 | Gruppe der Frauen                                              | 16. Dezember 2021  |
| Christian Freiherr von Stetten | Parlamentskreis Mittelstand                                    | 29. September 2021 |
| Stefan Nacke                   | Arbeitnehmergruppe                                             | 25. Februar 2025   |

## Fraktionsvorsitzende
Alle bisherigen Fraktionsvorsitzenden waren Mitglied der CDU.

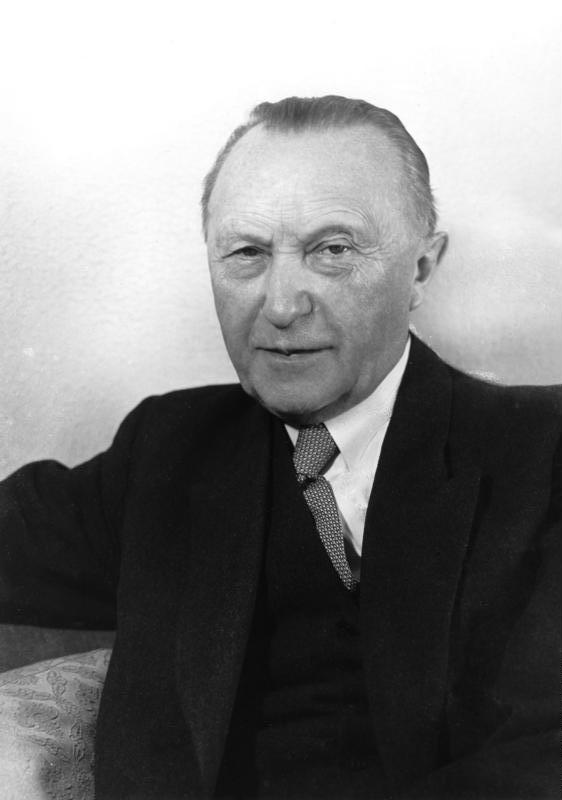
Konrad Adenauer 1949
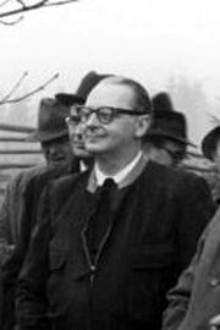
Heinrich von Brentano 1949 bis 1955 und 1961 bis 1964
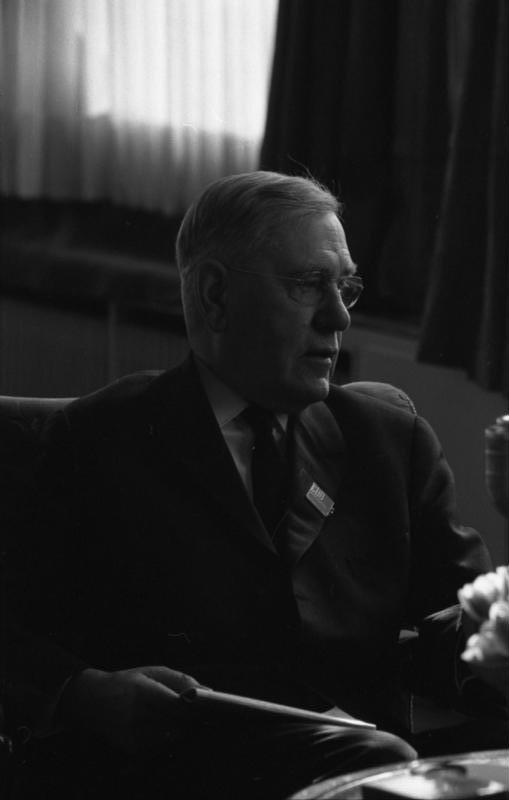
Heinrich Krone 1955 bis 1961
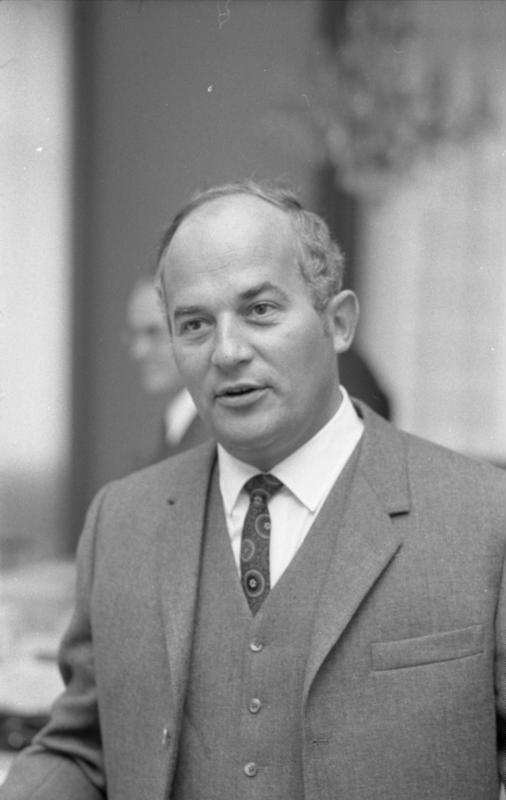
Rainer Barzel 1964 bis 1973
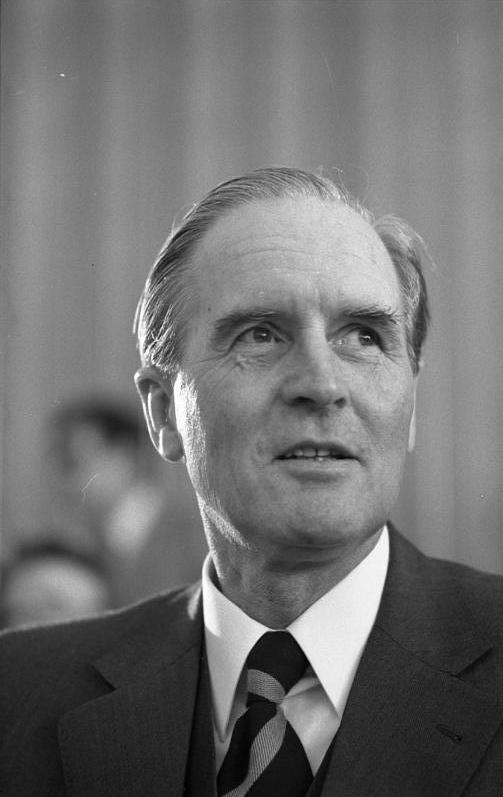
Karl Carstens 1973 bis 1976
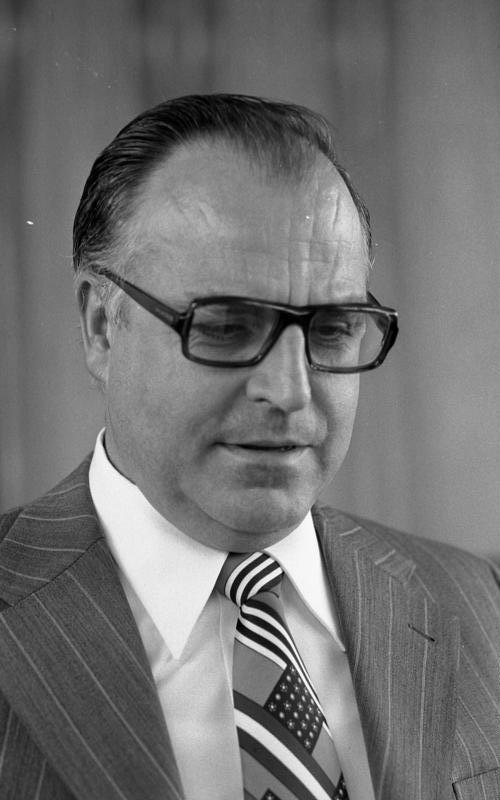
Helmut Kohl 1976 bis 1982
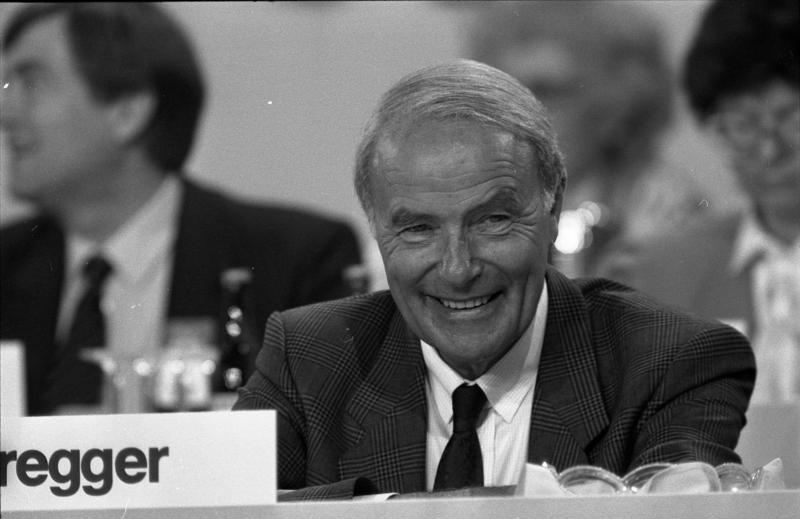
Alfred Dregger 1982 bis 1991
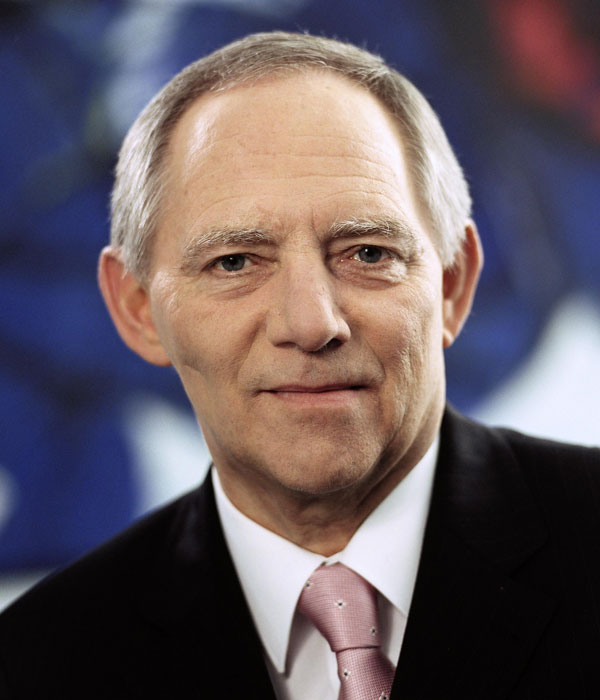
Wolfgang Schäuble 1991 bis 2000
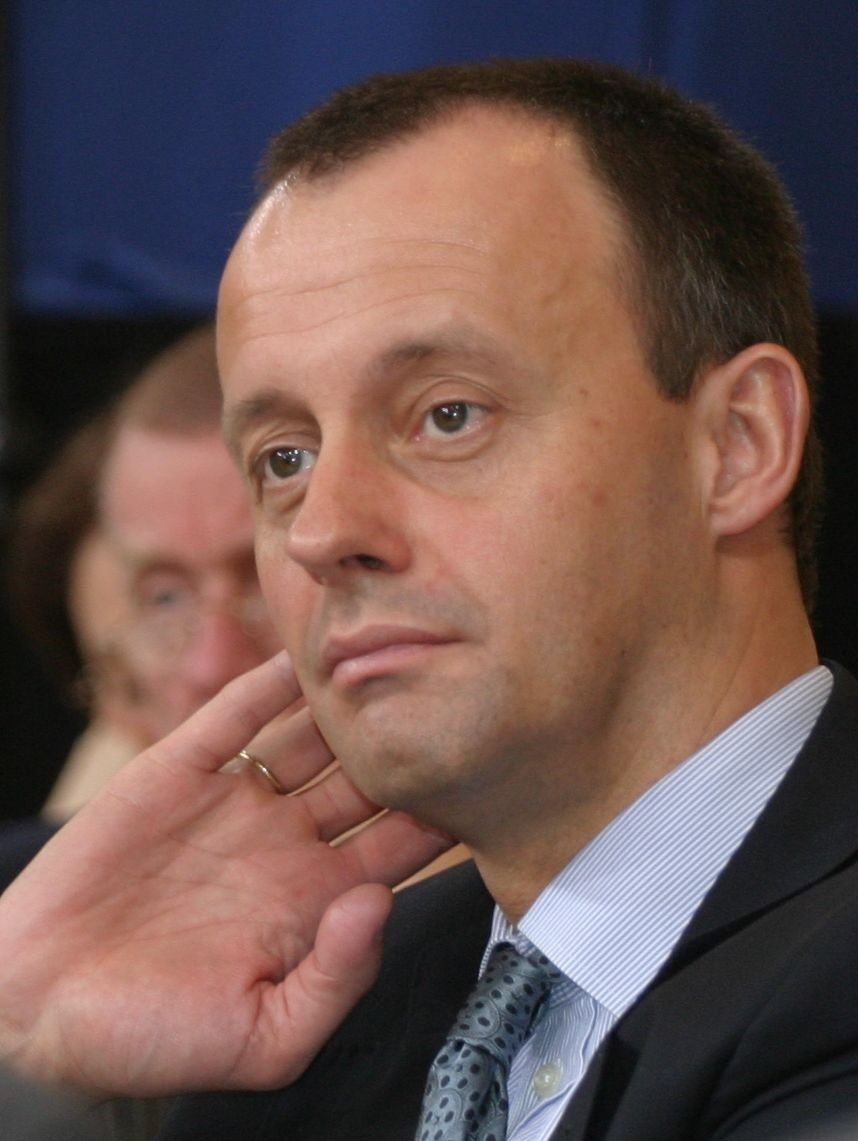
Friedrich Merz 2000 bis 2002 und 2022 bis 2025
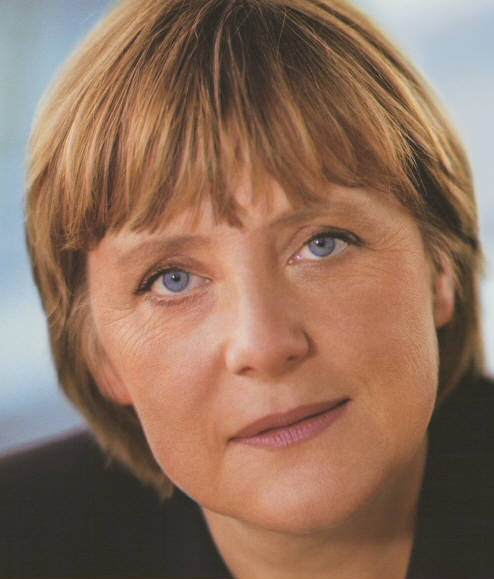
Angela Merkel 2002 bis 2005
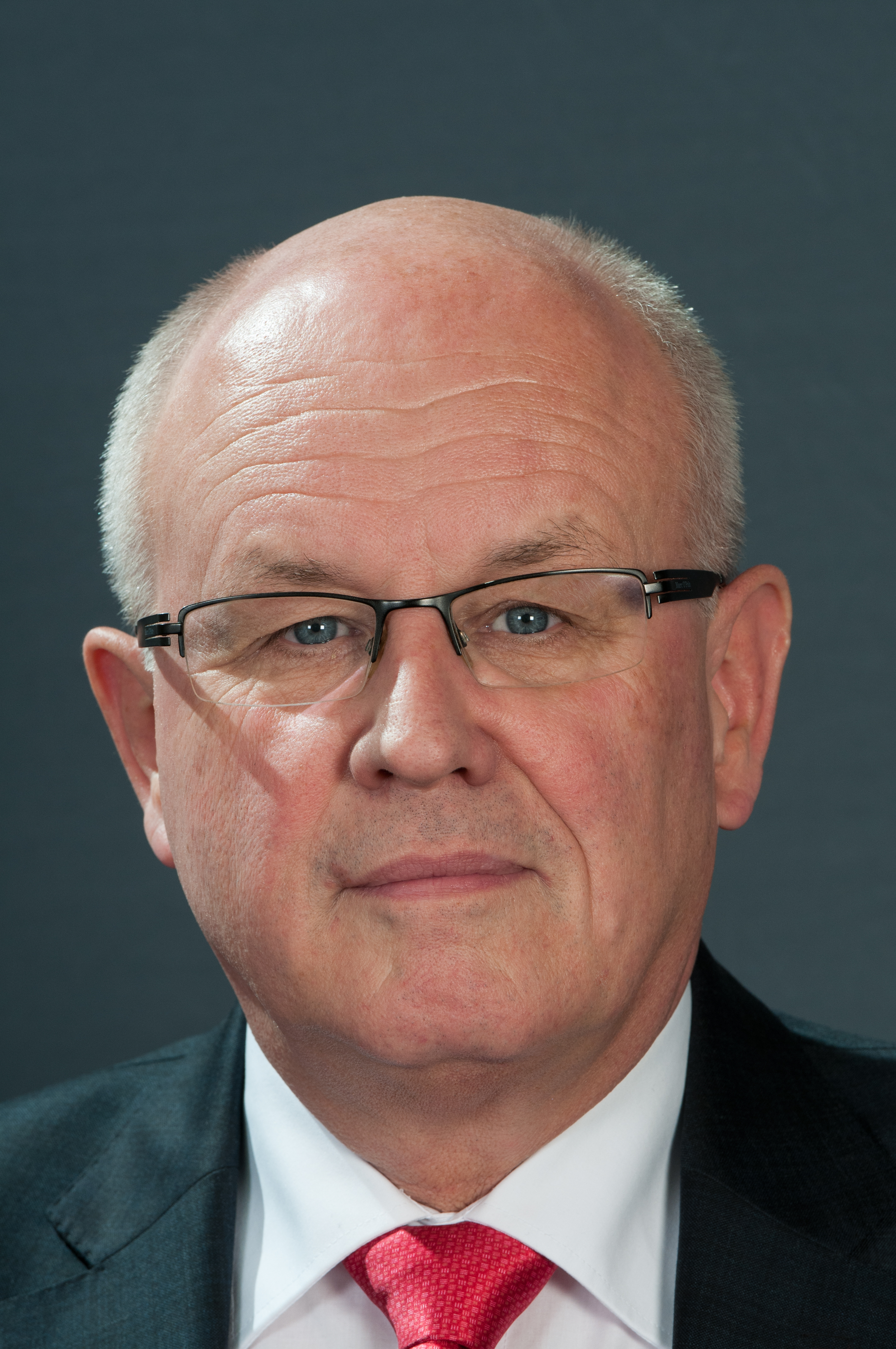
Volker Kauder 2005 bis 2018
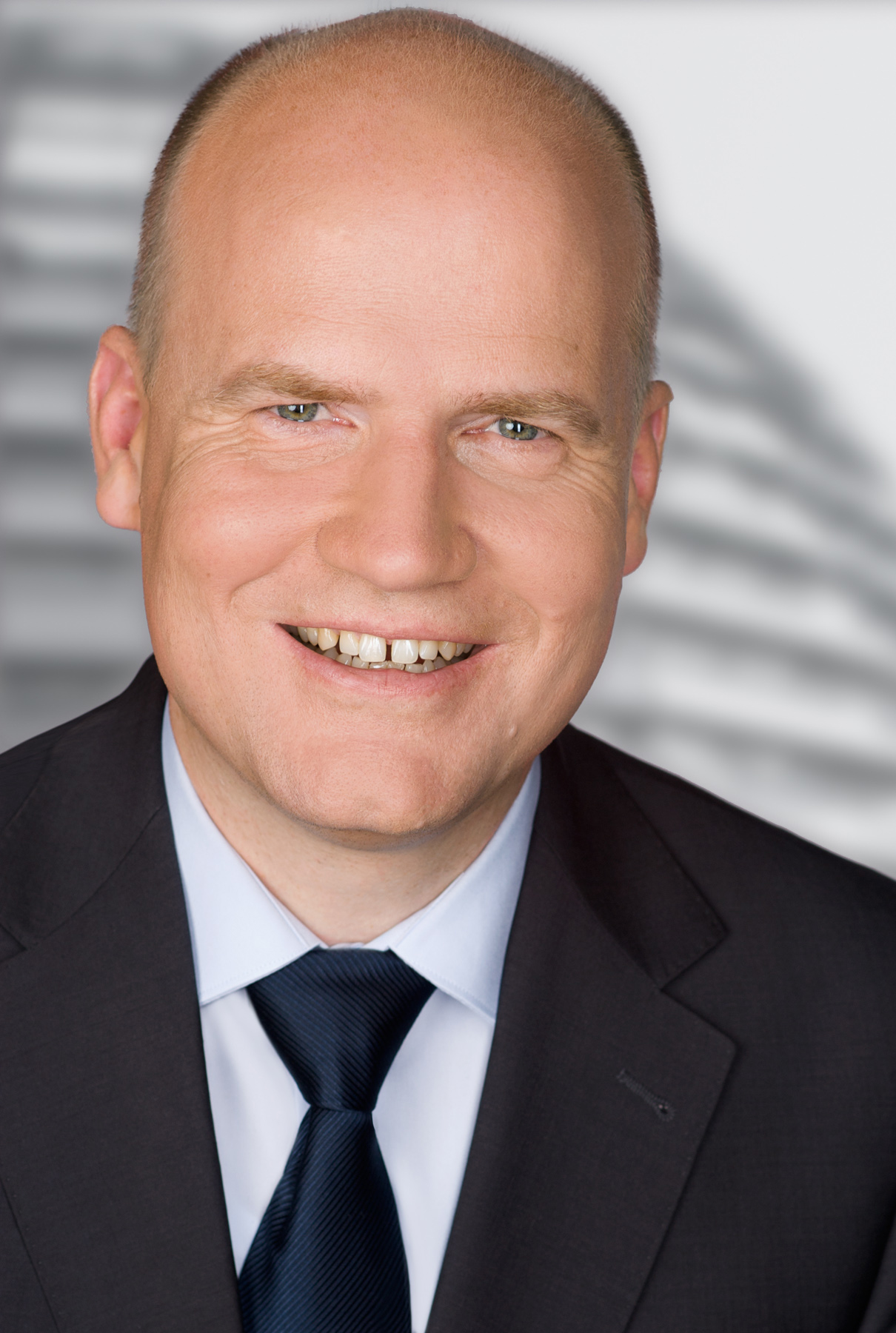
Ralph Brinkhaus 2018 bis 2022
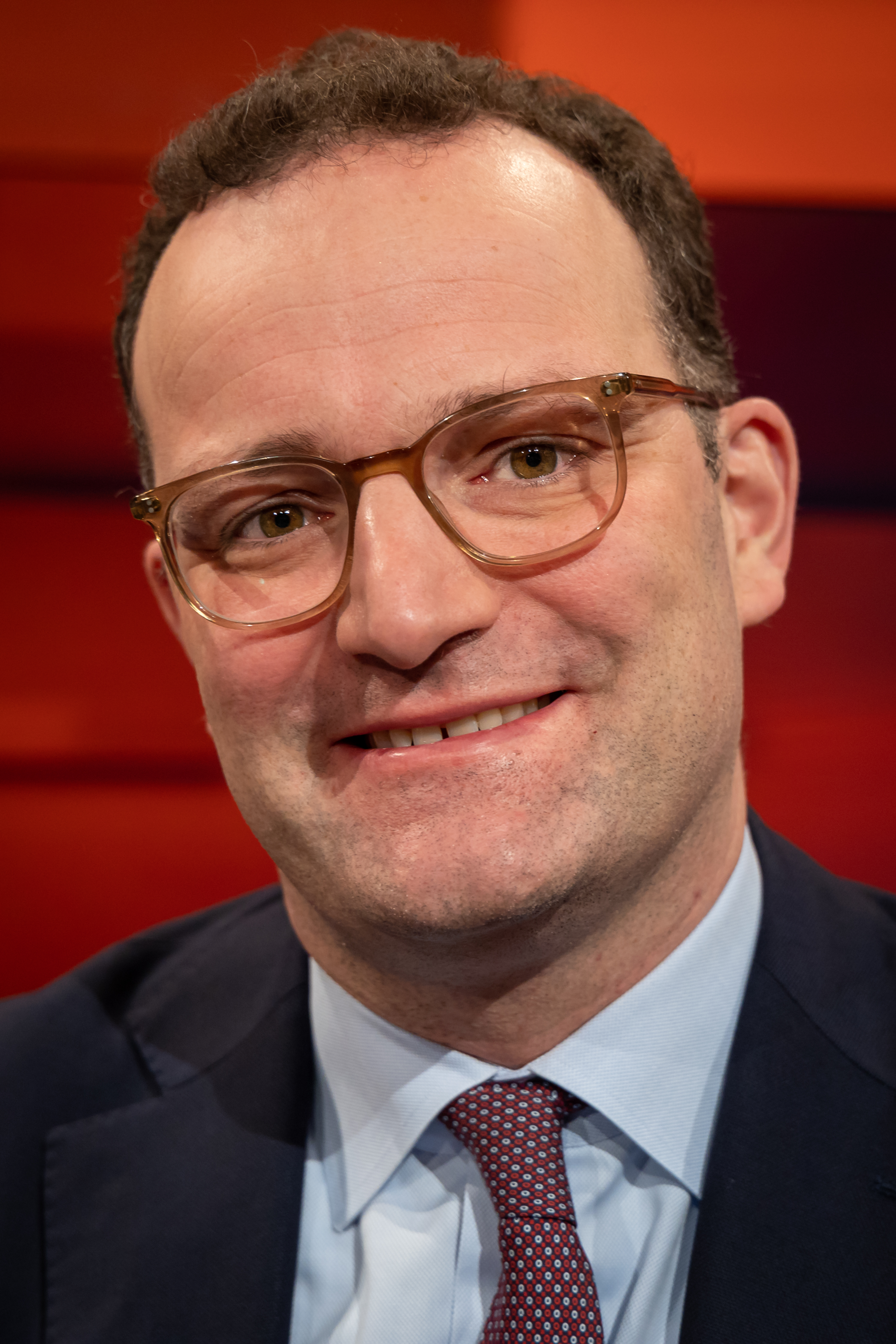
Jens Spahn seit 2025